# Milakovići (Pljevlja)
Pour les articles homonymes, voir Milakovići.
Milakovići (en serbe cyrillique : Милаковићи) est un village du nord du Monténégro, dans la municipalité de Pljevlja.

## Démographie

### Évolution historique de la population
| 1948 | 1953 | 1961 | 1971 | 1981 | 1991 | 2003 |
| ---- | ---- | ---- | ---- | ---- | ---- | ---- |
| 170  | 139  | 149  | 97   | 78   | 57   | 33   |